# タウラント・ジャカ
タウラント・ジャカ（Taulant Xhaka, 1991年3月28日 - ）は、スイス・バーゼル出身のアルバニア人元サッカー選手。現役時代のポジションはミッドフィールダー、ディフェンダー。両親がコソボより移民してきたアルバニア人であるため、代表はアルバニア代表を選択している。
スイス代表のグラニト・ジャカは実弟。

## 経歴

### クラブ
2000年、実弟のグラニトと共にFCコンコルディア・バーゼルへ入団し、2002年に再び弟と共に国内の強豪クラブであるFCバーゼルへ移籍。2008年にセカンドチームであるバーゼルU-21へ昇格し、2010年9月19日のFCメンドリシオ・スタビオ戦でトップチームデビューを果たした。
2012年1月18日、出場機会を求めてグラスホッパーズへレンタル移籍。2012-13シーズンには25試合に出場し、クラブの2位躍進とUEFAヨーロッパリーグ出場権獲得に貢献。2013年にバーゼルに復帰するとレギュラーに定着しスイスリーグ3連覇を達成したチームの中心選手となっている。
2014年夏にパウロ・ソウザが監督に就任すると、従来のミッドフィールダーのポジションに加えてディフェンダー（主に右SB）としてプレーすることも増加した。
2025年2月12日、シーズン終了後に現役を引退することを表明した。

### 代表
スイス代表として世代別代表を経験したが、A代表ではアルバニア代表を選択。2014年9月7日のUEFA EURO 2016予選・ポルトガル戦でアルバニア代表デビューを果たした。
UEFA EURO 2016のメンバーにも選出され、初戦のスイス戦では実弟のグラニト・ジャカと対戦し、EURO史上初となる兄弟での試合が実現。しかし大会前に負った怪我の影響で大会を通して2試合の出場に留まった。

## タイトル

### クラブ
バーゼル
- スーパーリーグ ： 2010-11, 2013-14, 2014-15, 2015-16, 2016-17